# Bač
Bač (en serbe cyrillique : Бач ; en hongrois : Bács ; en allemand : Batsch, est une ville et une municipalité de Serbie situées dans la province autonome de Voïvodine. Elles font partie du district de Bačka méridionale. Au recensement de 2011, la ville comptait 5 390 habitants et la municipalité dont elle est le centre 14 150.

## Géographie
Bač est située au sud-ouest de la vaste plaine pannonienne, en Voïvodine, et au sud-ouest de la région de la Bačka, cette région tenant son nom de la ville. Le territoire municipal couvre une superficie de 367 km2 ; il est bordé par le Danube sur 43 km à l'ouest et par les municipalités de Bačka Palanka et Odžaci ; de l'autre côté du Danube, en Croatie, se trouve la ville de Vukovar. La ville de Bač proprement dite se trouve à 62 km Novi Sad, la capitale de la province autonome de Voïvodine, à 140 km de Belgrade et à 120 km de Subotica.

## Relief
Le territoire de Bač se situe dans un terrain plat traversé par l'hydrosystème du canal Danube-Tisa-Danube. Il est constitué de trois ensembles morphologiques :  une terrasse de lœss à l'est de Bač, avec une altitude comprise entre 84 et 87 m, la terrasse alluviale du Danube à l'ouest, constituée de sable et de lœss, et la plaine d'inondation du Danube qui s'élève à une altitude comprise entre 78 et 80 m sur une largeur maximale de 10 km, constituée d'un entassement de sable et de boue.

## Climat
Le climat de Bač est de type continental tempéré. Les précipitations y sont faibles, avec une moyenne annuelle de 610 mm, tandis que la ville bénéficie de 2 130 heures d'ensoleillement par an, ce qui constitue la valeur la plus élevée de l'ensemble de la Bačka. La température moyenne annuelle est de 11,0 ˚C, tandis que la moyenne maximale s'élève à 28,1 ˚C et que la minimale descend à  −5,3 ˚C. La température la plus élevée mesurée à Bač a été de 41,2 ˚C, le 6 juillet 1958 et la plus basse de −29,2 ˚C, le 24 janvier 1963. Les vents parcourant la municipalité viennent de toutes les directions, avec une légère prédominance des vents du nord-ouest.

## Toponymie
Aux IXe et Xe siècles, le nom de la ville était Bagasin. En  1154, le géographe marocain Al Idrissi la mentionne sous le nom de Bakasin et il affirme : « C'est une ville célèbre qui fut mentionnée parmi les grandes villes de l'Antiquité »[réf. nécessaire].
Le nom actuel de la ville se rencontre pour la première fois en 1094. Le nom de Bač dérive probablement d'une personnalité qui porta ce nom.
D'autres cités portent le même nom, en République de Macédoine, en Slovénie, au Monténégro et en Albanie.

## Histoire
Bač est une des villes les plus anciennes de Voïvodine. Les fouilles archéologiques montrent qu'il existait une localité à l'emplacement de la ville actuelle dès l'Empire romain. La ville qui allait devenir Bač est mentionnée pour la première fois en 535, dans une lettre écrite par l'empereur Justinien. En 873, la ville est mentionnée comme une forteresse occupée par les Avars et les Slaves. C'est à cette époque que Saint Méthode, le créateur avec Saint Cyrille de l'alphabet cyrillique, convertit au Christianisme les populations de la région de la Bačka.
Au Xe siècle, cette région fit partie du royaume de Hongrie et la ville de Bač devint la capitale du comitat de Bács-Bodrog. La date de fondation de ce comitat est encore discutée mais certains historiens pensent qu'il s'agit d'un des premiers comitats créés par le roi Étienne Ier de Hongrie ; de fait, le premier préfet (comes) connu de ce comitat est mentionné en 1074 et il portait le nom de Vid. Le roi Ladislas Ier fit de la ville le siège d'un nouvel archevêché en 1085. Le premier archevêque, Fabian (1085-1103), soutint le roi dans sa campagne contre la Croatie et fut récompensé de son aide par le titre d'archevêque. L'historien Gyula Városy a montré que Ladislas se contenta en fait de transférer à  Bač le siège de l'archidiocèse de Kalocsa ; à  Bač, une cathédrale y fut construite, ainsi qu'une maison du chapitre, vers 1090 ; après 1135, les archevêques retournèrent à Kalocsa et, par la suite, le diocèse prit le nom d'Archiépiscopat de Kalocsa-Bacs, mentionné pour la première fois en 1266. En 1154, le géographe marocain Al Idrissi décrit Bač comme une cité marchande riche en céréales et habitée par de nombreux « lettrés grecs », cette dernière expression faisant sans doute allusion aux prêtres et aux moines orthodoxes.

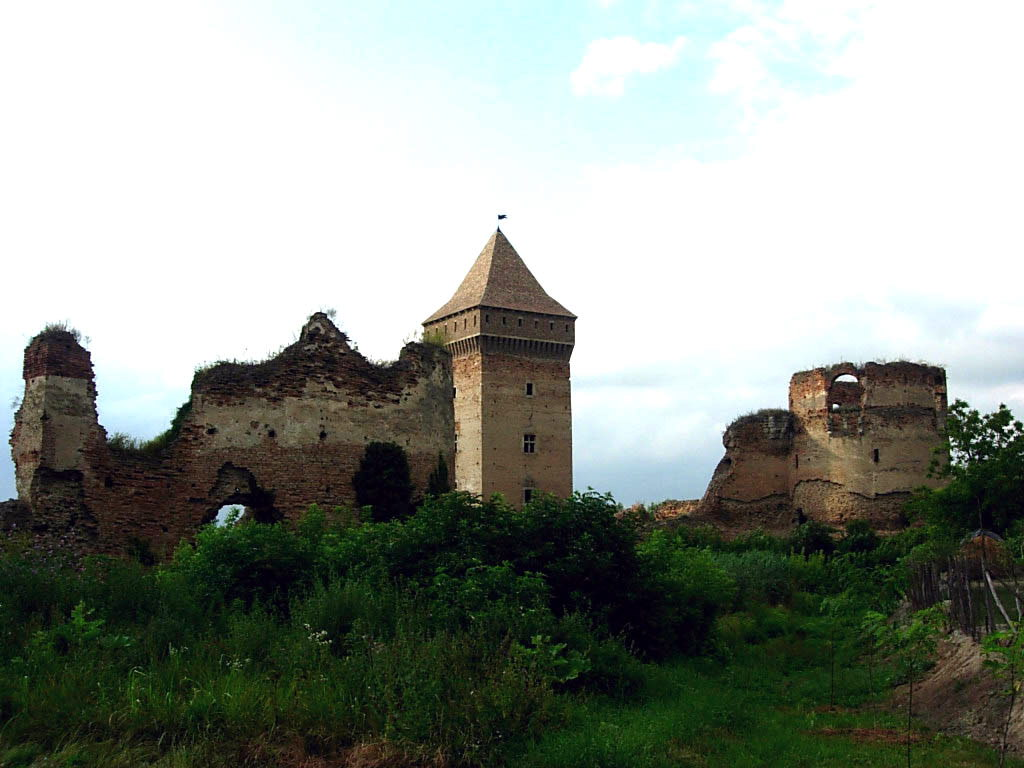
La forteresse de Bač vue du sud-est

Entre 1338 et 1342, sous le règne du roi hongrois Charles-Robert d'Anjou, la ville fut dotée d'une forteresse. Le monastère orthodoxe serbe de Bođani, situé à proximité de la ville, fut, quant à lui, fondé en 1478.
Après la prise de Smederevo par les Ottomans en 1459 puis celle de Belgrade en 1520, les Turcs menacèrent la région de Bač. Au cours de la guerre qui opposa l'Empire ottoman et le royaume de Hongrie, le despote serbe Stevan Berislavić défendit longtemps avec succès la forteresse de contre les Turcs. Mais, après la bataille de Mohacs qui vit la défaite des Hongrois, la citadelle finit par tomber et Bač devint ottomane en 1529.
Sous la domination turque, aux XVIe siècle et au XVIIe siècle, Bač fut la capitale de la nahija de Bač, une subdivision du sandjak de Segedin. Dès leur arrivée, les Ottomans convertirent l'église du monastère franciscain de la ville en mosquée. De cette période la ville conserve encore aujourd'hui un hammam construit en 1529.
Après la cinquième guerre austro-turque (1683-1699) et à la suite du traité de Karlowitz, la ville entra dans les possessions des Habsbourg. Cette période autrichienne fut marquée par l'arrivée de populations germaniques et hongroises dans la région, ainsi que par l'installation de Slovaques vers 1760, un groupe ethnique qui fonda la localité de Selenča. Au moment de l'insurrection hongroise conduite par François II Rákóczi (1703-1711), la forteresse médiévale de Bač fut incendiée ; il n'en demeure aujourd'hui que les ruines.
Après l'effondrement de l'Autriche-Hongrie en 1918, Bač fit partie du royaume des Serbes, Croates et Slovènes puis connut les aléas historiques de la Yougoslavie.

## Localités de la municipalité de Bač

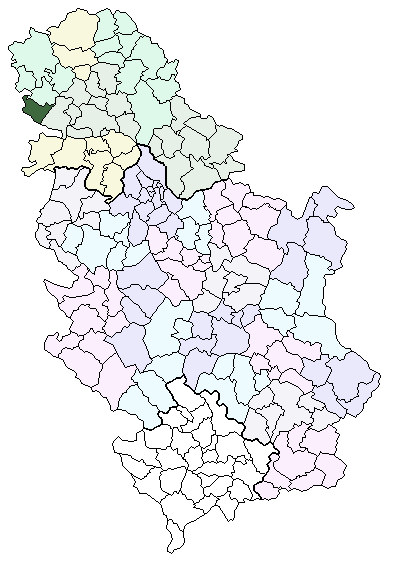
Localisation de la municipalité de Bač en Serbie
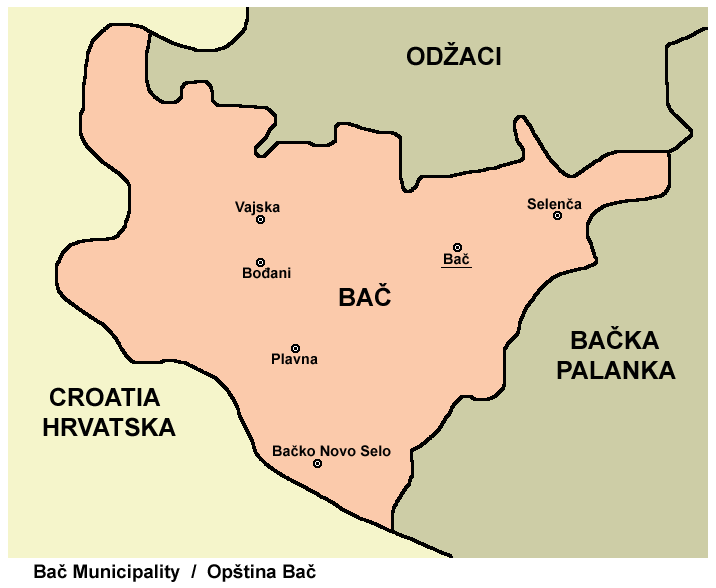
Localités de la municipalité de Bač

La municipalité de Bač compte 6 localités :
- Bač
- Bačko Novo Selo
- Bođani
- Vajska
- Plavna
- Selenča

Bač est officiellement classé comme une « localité urbaine » (en serbe : градско насеље et gradsko naselje) ; toutes les autres localités sont considérées comme des « villages » (село/selo).

## Démographie

### Ville

#### Évolution historique de la population dans la ville
| 1948  | 1953  | 1961  | 1971  | 1981  | 1991  | 2002  | 2011  |
| ----- | ----- | ----- | ----- | ----- | ----- | ----- | ----- |
| 5 158 | 6 094 | 6 321 | 5 916 | 5 994 | 6 046 | 6 087 | 5 390 |

### Municipalité

#### Répartition de la population par nationalités dans la municipalité (2002)
Bač, Bačko Novo Selo et Bođani sont habités majoritairement par des Serbes. Selenča possède une majorité de Slovaques. Vajska et Plavna possèdent une majorité relative de Serbes.

## Politique

### Élections locales serbes de 2004
À la suite des élections locales serbes de 2004, les sièges à l'assemblée municipale de Bač se répartissaient de la manière suivante :
| Parti                        | Sièges |
| ---------------------------- | ------ |
| Parti démocratique           | 11     |
| Parti radical serbe          | 7      |
| Parti démocratique de Serbie | 3      |
| Parti socialiste de Serbie   | 2      |
| G17 Plus                     | 2      |

### Élections locales de 2008
À la suite des élections locales serbes de 2008, les 25 sièges de l'assemblée municipale de Bač se répartissaient de la manière suivante :
| Parti                                                                         | Sièges |
| ----------------------------------------------------------------------------- | ------ |
| Parti démocratique                                                            | 13     |
| Parti radical serbe                                                           | 8      |
| Parti socialiste de Serbie - Parti des retraités unis de Serbie - Serbie unie | 2      |
| Parti démocratique de serbie                                                  | 2      |

Tomislav Bogunović, membre du Parti démocratique du président Boris Tadić, qui conduisait la liste Pour une Serbie européenne, a été réélu président (maire) de la municipalité. Slobodan Torubarov, qui figurait lui aussi sur la liste Pour une Serbie européenne, a été élu président de l'assemblée municipale.

## Culture  et médias
La station de radio locale Bačka  a commencé à émettre en 1967, ce qui en fait l'une des plus anciennes de la Voïvodine ; son but est d'« informer, éduquer et distraire les citoyens » ; elle diffuse ainsi des programmes d'actualité et de divertissement, des programmes sportifs, éducatifs et religieux en serbe, slovaque, croate, hongrois, roumain et dans la langue des Roms,.

## Tourisme
L'EuroVelo 6, une véloroute qui conduit de la France à la Roumanie, de la côte Atlantique à la mer Noire, passe par la municipalité de Bač, empruntant notamment les 43 km de voies qui longent le Danube,.
Parmi les sites historiques intéressants de la mmunicipalité de Bač, on peut citer la forteresse de Bač, construite au XIVe siècle et inscrite sur la liste des entités spatiales historico-culturelles d'importance exceptionnelle de la République de Serbie., ou encore es bains turcs et l'église franciscaine. À proximité de Bač se trouve le monastère orthodoxe serbe de Bođani, lui aussi classé.

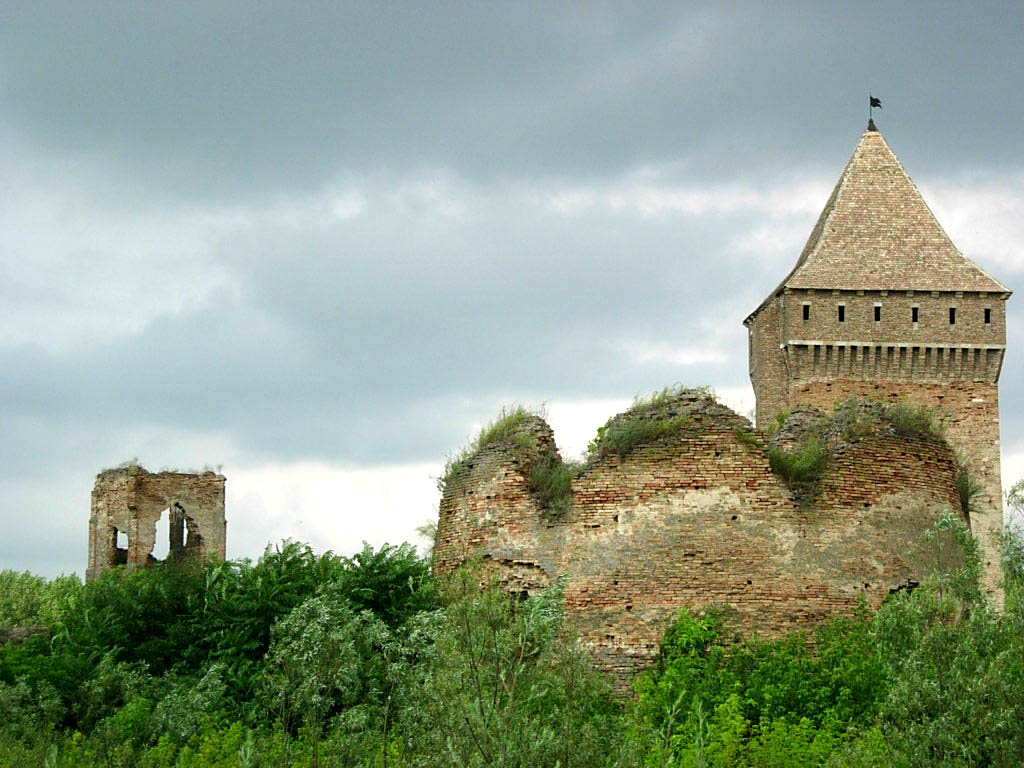
La forteresse de Bač (vue depuis le sud)
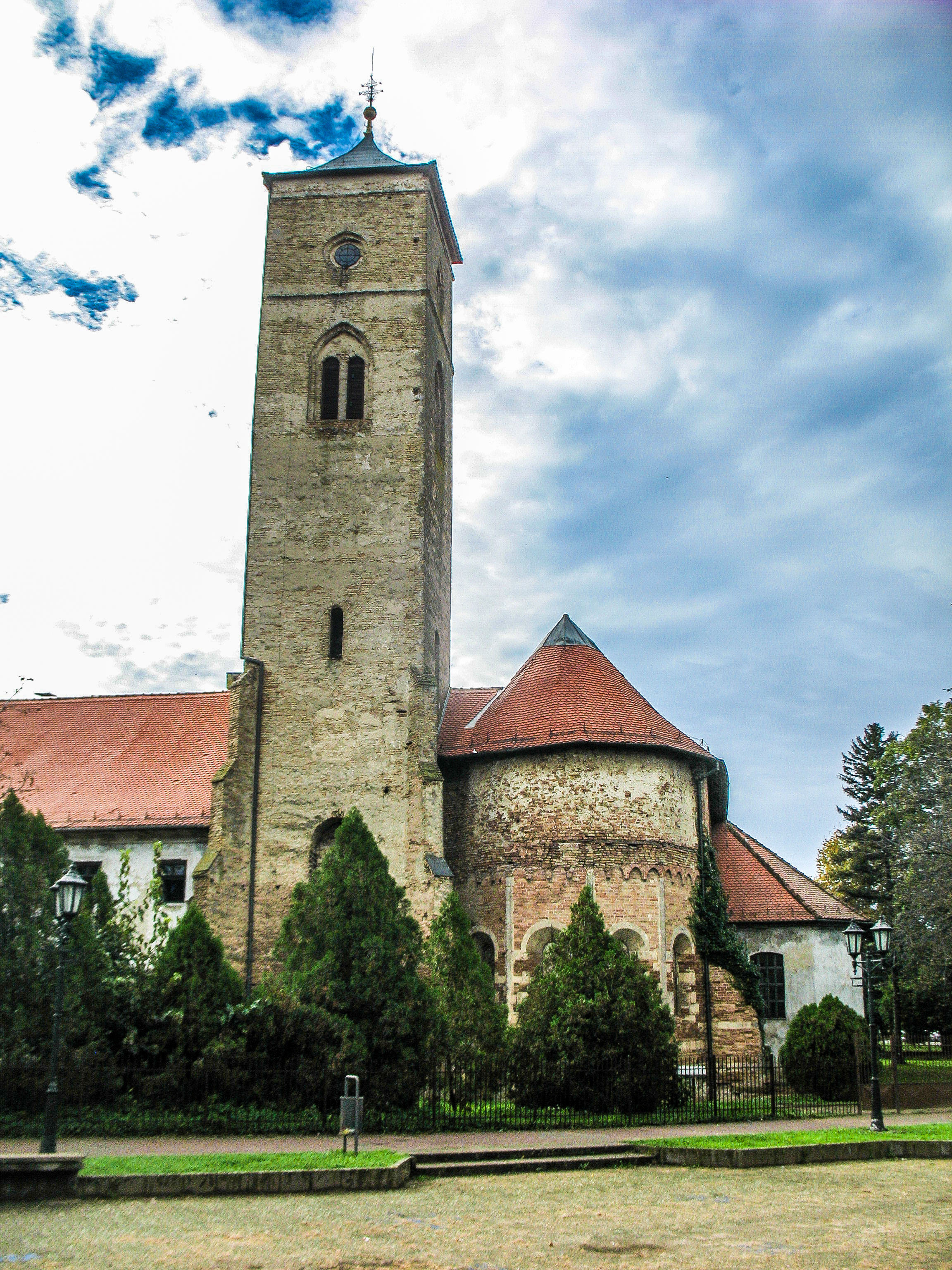
Le couvent franciscain de Bač
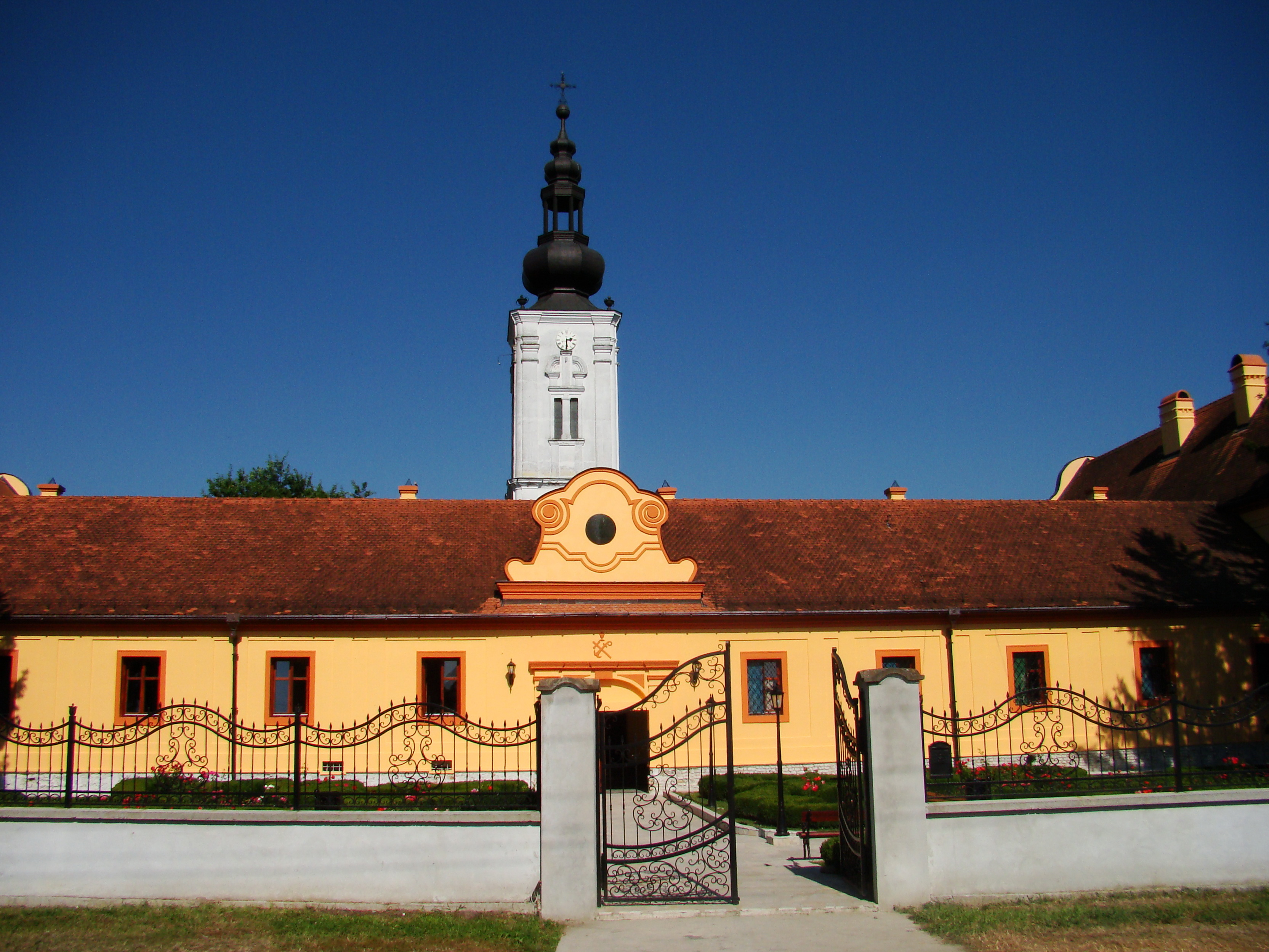
Le monastère de Bođani

## Coopération internationale
La ville de Bač a signé des accords de partenariat avec les villes suivantes :
- Vlist (Pays-Bas)
- Vukovar (Croatie)
- Senica (Slovaquie)